# Червоний лорі
Червоний ло́рі (Eos) — рід папугоподібних птахів родини Psittaculidae. Представники цього роду є ендеміками Індонезії.

## Опис
Червоні лорі — папуги середнього розміру, середня довжина яких становить 21-31 см, а вага 120 г. Як випливає з їх назви, червоні лорі мають переважно червоне забарвлення, деякі частини оперення у них також можуть бути синіми, фіолетовими або чорними. Дзьоби у них оранжево-червоні, райдужки червонуваті або червонувато-карі, лапи сірі. Червоним лорі не притаманний статевий диморфізм. вони мають виразний мускусний запах, особливо помітний у чорнокрилого лорі, який зберігається навіть у музейних зразків. Молоді птахи мають частково смугасте забарвлення через те, що їх пера мають темні кінчики, дзьоби у них оранжево-коричневі або чорні.
Червоні лорі поширені на Молуккських островах та на островах Західної Нової Гвінеї, живуть в тропічних лісах, на кокосових плантаціях і в мангрових заростях. Вони живляться нектаром і пилком, а також плодами та комахами. Гніздяться в дуплах дерев, в кладці 2 яйця. Червоним лорі загрожує знищення природного середовища, а також вилов з метою продажу на пташиних ринках.

## Таксономія
Рід Eos був введений німецьким біологом Йоганном Георгом Ваглером у 1832 році. У 1840 році англійський зоолог Джордж Роберт Грей визначив червоно-синього лорі (Eos histrio) як типовий вид.
Найближчими родичами червоних лорі є лорікети з роду Trichoglossus. Роди Червоний лорі (Eos), Лорікет (Trichoglossus), Новогвінейський лорі (Chalcopsitta) і Моренговий лорі (Pseudeos) формують окрему кладу всередині підродини лорійних (Loriinae).

## Види
Виділяють шість видів:
- Лорі танімбарський (Eos reticulata)
- Лорі малий (Eos semilarvata)
- Лорі червоний (Eos bornea)
- Лорі чорнокрилий (Eos cyanogenia)
- Лорі червоно-синій (Eos histrio)
- Лорі фіолетовошиїй (Eos squamata)

## Етимологія
Наукова назва роду Eos походить від слова дав.-гр. εως — світанок, схід.